# بهشت‌آباد شریف
بهشت‌آباد شریف یا موتور شریف بامری روستایی در دهستان بمپور غربی بخش کلاتان شهرستان بمپور استان سیستان و بلوچستان ایران است.

## جمعیت
بر پایه سرشماری عمومی نفوس و مسکن در سال ۱۳۹۵ این روستا بدون جمعیت بوده‌است.